# Marcin Mroziński
Marcin Mroziński (Inowrocław, 26. srpnja 1985.), poljski pjevač, glumac i voditelj. 14. veljače 2010. izabran je kao poljski predstavnik na Euroviziji 2010. s pjesmom Legenda. U polufinalu 25. svibnja 2010. završio je 13. s 44 boda, te se nije uspio kvalificirati u finale.